# Wilhelm Müller (Offizier)
Georg Wilhelm Müller, Pseudonym D. E. Moller (geboren 13. Mai 1783 in Stade; gestorben 2. September 1846 ebenda) war ein deutscher Major, Militärwissenschaftler und Schriftsteller.

## Leben
Müller war der Sohn von Christian Gottlieb Müller, eines Offiziers zur Zeit des Kurfürstentums Braunschweig-Lüneburg und dessen Frau Anna Christine (geborene Moller, 1766–1848). Während der Personalunion zwischen Großbritannien und Hannover, trat Müller als etwa 17-Jähriger im Jahr 1800 als Kornett in das 2. Kavallerieregiment der kurhannoverschen Armee ein.
1804 begann er in Göttingen an der Georg-August-Universität ein Studium der Mathematik und wirkte nach seiner Promotion zeitweilig als Dozent für Kriegs- und mathematische Wissenschaften.
In der sogenannten „Franzosenzeit“ im Königreich Westphalen trat er 1809 als Ingenieurleutnant der Königlich Deutschen Legion, der King’s German Legion bei. 1812 wurde Müller, der zeitweilig in London wirkte – zum Kapitän befördert und – nach der Erhebung Kurhannovers zum Königreich Hannover – 1821 zum Major der Artillerie im Generalstab Hannoverschen Armee. Als solcher lehrte er – der zwischen 1816 und 1833 von Hannover aus vielfältig mit dem in Göttingen tätigen Mathematiker Carl Friedrich Gauß korrespondierte – an der hannoverschen Militärakademie.
In Hannover publizierte der Königlich Hannoversche Ingenieur-Major auf eigene Kosten und „zum Besten der Ueberschwemmten“ eine mehrbändige und mit Karten und Plänen illustrierte Schrift über die an der Nordsee am 3. und 4. Februar 1825 hereingebrochene Sturmflut inklusive der Deich- und Überschwemmungsschäden. Im zweiten, 1828 in der Hahn'schen Hof-Buchhandlung erschienenen Band gab Müller einen mit Zusätzen und Anmerkungen versehenen Auszug zu den von ihm aufgezeichneten Flutschäden wieder. Müllers detailgetreue Wiedergabe sowie seine Vorschläge zur Eindämmung zukünftiger Schäden war zuvor nach einer Ausschreibung von der Königlichen Societät der Wissenschaften zu Göttingen preisgekrönt worden.
1833 ließ sich Müller aus dem Militär verabschieden.
Zeitweilig wirkte Müller als Privatbibliothekar von Herzog Adolph Friedrich von Cambridge. Zudem verfasste er mathematische und kriegswissenschaftliche Werke sowie – unter dem Pseudonym D. E. Moller – verschiedene „Mach“-Werke über die als „Prinzessin von Ahlden bekanntgewordene“ Kurprinzessin Sophie Dorothee.
Das Adreßbuch der Königlichen Residenstadt Hannover für das Jahr 1843 verzeichnet Georg Wilhelm Müller mit Wohnsitz bei „Heidorn“ in der Wilhelmstraße 64 zuletzt als Major bei der Artilleriebrigade, wirklichen Generalstabsoffizier und Lehrer an der „Militairakademie“, ausgezeichnet mit
- dem Ritterkreuz des Königlichen Guelphen-Ordens,
- der Waterloo-Medaille,
- dem Wilhelms-Kreuz sowie
- der Kriegsdenkmünze 1813.[4] Er starb Anfang September 1846 in seiner Heimatstadt Stade im Alter von 63 Jahren.[1]

## Schriften (Auswahl)
Erzählungen unter dem Pseudonym D. E. Moller:
- Kurze Erzählung meiner Schicksale und Gefangenschaft / Von der Fürstin Dora von Aquilon. Nach den in französischer Sprache geschriebenen Originalen übersetzt von D. E. Moller. Hoffman & Campe, Hamburg 1840.
- o. V.: Memoirs of Sophia Dorothea, Consort of George I. Chiefly from the secret Archives of Hannover, Brunswick, Berlin and Vienna; including a Diary of the Conversations of illustrious Personages of those Courts, illustrative of her History, with Letters and Documents. Now first published from the Originals. Henry Colburn, London, Band 1, 1845 (gateway-bayern.de Digitalisat), Band 2, 1846 (gateway-bayern.de Digitalisat).